# Victoria Amelina
Victoria Amelina (en ukrainien : Вікторія Амеліна), née le 1er janvier 1986 à Lviv (république socialiste soviétique d'Ukraine, URSS) et morte le 1er juillet 2023 à Dnipro (Ukraine), est une écrivaine ukrainienne.

## Biographie
À 14 ans, Victoria Amelina émigre au Canada pendant une courte période avec son père Youri avant de revenir en Ukraine.
Elle étudie la technologie informatique à l'université nationale polytechnique de Lviv et, après avoir obtenu sa maîtrise, travaille dans l'industrie informatique en tant que programmeuse et gestionnaire pour des entreprises étrangères. En 2015, elle abandonne son travail au profit de l'écriture. Elle est mariée et a un fils.
En 2022, à la suite du déclenchement de l'invasion russe de février 2022, nouvelle étape de la guerre russo-ukrainienne, elle met de côté l'écriture d'œuvres de fiction, excepté de la poésie, pour se consacrer à la documentation des crimes de guerre russes, notamment avec l’organisation ukrainienne de défense des droits de l’homme Truth Hounds,. Elle avait obtenu une résidence à Paris et prévoyait d'y travailler sur un essai documentaire, sur l’expérience des femmes ukrainiennes lors de l’invasion, Looking at Women Looking at War : War and Justice Diary. Elle est morte avant de partir pour Paris.
Elle meurt le 1er juillet 2023, touchée par un bombardement le 27 juin 2023,, une frappe de missile russe sur un restaurant de Kramatorsk lors de la guerre russo-ukrainienne. Elle était accompagnée de l'écrivain Héctor Abad Faciolince et de l'ancien haut-commissaire pour la paix en Colombie Sergio Jaramillo, qui ont survécu à l'attaque,,.

## Œuvre
Victoria Amelina est l'autrice de deux romans.
Dans son premier roman « Синдром листопаду, або Homo Compatiens » (Le Syndrome de l'automne ou Homo Compatiens), paru en 2015, la protagoniste très empathique vit plusieurs bouleversements sociaux ou révolutions du XXIe siècle, en particulier celui de la révolution égyptienne de 2011 et enfin l'Euromaïdan 2013-2014. La préface est signée Iouri Izdryk.
En 2017, son deuxième roman, « Дім для Дома » (Le Royaume Idéal de Dom), est centré sur une maison du château près de Lviv, qui s'avère être l'ancienne maison de l'écrivain Stanisław Lem. La saga familiale est racontée du point de vue d'un chien nommé Dominik. Ni le chien ni la maison n'accueillent vraiment les nouveaux propriétaires pendant longtemps. Il s'agit de l'histoire de la ville de Lviv, de la mémoire en général, de l'acceptation de l'héritage de 70 ans d'influence soviétique et donc aussi de la décommunisation. Comment l'ancien pilote de l'est de l'Ukraine et le chien peuvent-ils se sentir enfin chez eux dans le Lviv des années 1990, surtout après avoir commencé à se souvenir des nombreuses couches de l'histoire ? Les histoires d'Amelina sont toujours enrichies d'une bonne dose de mystère et de symbolisme.
En 2016, Amelina publie son premier livre pour enfants « Хтось, або водяне серце » (N'importe qui, ou Cœur d'Eau).
L'autrice publie également occasionnellement sur le site de blog zbrucz.eu, qui est principalement utilisé par les écrivains.
Avec la guerre en Ukraine, elle commence à documenter des crimes de guerre, notamment dans le village de Kapytolivka près d'Izioum, dans le nord-est du pays. Elle a aussi travaillé avec des enfants vivant près du front et s'est exprimée sur la notion de "cancel culture" dont certains artistes russes disent être victimes, en soulignant que les artistes ukrainiens ont été victimes d'une "culture de l'exécution" et non d'une "culture de l'annulation",. 

## Festivals et prix
Victoria Amelina participe à des festivals littéraires en Ukraine, dont le plus important est le Forum du livre de Lviv, le festival de nouvelles Intermezzo à Vinnytsia, le festival de Zaporijjia et aux Pays-Bas au festival Read my World à Amsterdam.
Elle a fondé le festival de littérature de New-York près de Bakhmout.
Son premier roman est nommé pour le prix Koronacija Slova en 2015 et a été présélectionné pour plusieurs prix littéraires ukrainiens (Litakcent, prix Valéri Chevtchouk).
Elle est membre du PEN Club à partir de février 2018. En 2018, elle participe au 84e Congrès mondial du PEN en Inde en tant que déléguée de l'Ukraine et prononce un discours sur le prisonnier politique ukrainien en Russie Oleh Sentsov.
Elle reçoit de façon posthume une récompense particulière du Prix Voltaire (de), remise par l'Union internationale des éditeurs.